# Gord Donnelly
Pour les articles homonymes, voir Donnelly.
Gordon Donnelly, dit Gord Donnelly, (né le 5 avril 1962 à Montréal, dans la province de Québec au Canada) est un joueur professionnel canadien de hockey sur glace qui évoluait en position de défenseur ou d'ailier droit.

## Biographie
Gord Donnelly débute au hockey junior en 1978 en Ligue de hockey junior majeur du Québec (LHJMQ), avec le National de Laval, renommé la saison suivante les Voisins. Après un court passage avec les Saguenéens de Chicoutimi, il joint les Castors de Sherbrooke pour l'édition 1980-1981. Avec sa nouvelle équipe, il passe 252 minutes sur le banc de pénalité en 67 parties jouées. Son style de jeu agressif attire les recruteurs et, durant l'été qui suit, il est sélectionné par les Blues de Saint-Louis en troisième ronde du repêchage d'entrée dans la Ligue nationale de hockey (LNH). Il dispute ensuite une nouvelle saison avec les Castors, recevant 250 minutes de pénalité auxquelles s'ajoutent durant les séries, et remporte avec eux la Coupe du président, remise aux champions de la LHJMQ. Par la suite, les Castors participent à la Coupe Memorial mais échouent en finale face aux Rangers de Kitchener.
En 1982, Donnelly fait ses débuts professionnels avec les Golden Eagles de Salt Lake, club-école des Blues dans la Ligue centrale de hockey (LCH). Un an plus tard, il est transféré avec Claude Julien aux Nordiques de Québec en compensation de la signature comme entraîneur-chef par Saint-Louis de Jacques Demers. Au cours des quatre saisons qui suivent, il partage son temps de jeu entre les Nordiques et leur équipe affiliée en Ligue américaine de hockey (LAH), l'Express de Fredericton.
L'édition 1987-1988 est la première qu'il dispute au complet en LNH durant laquelle il reçoit un total de vingt matchs de suspension. Une première suspension de cinq parties lui est donné suivant une rencontre contre les Bruins de Boston le 29 octobre au cours de laquelle il frappe volontairement avec son genou la tête de Willi Plett. Il est suspendu une seconde fois suivant un combat avec John Kordic des Canadiens de Montréal le 23 février. L'animosité entre les deux joueurs datée de quelques jours auparavant lors d'un déplacement de Québec au Forum où ils s'étaient battus aussitôt après que le coup d'envoi soit donné. Cette fois-ci, ils en viennent aux mains avant même que l'arbitre ne lache le palet et sont exclus, devant payer chacun une amende de 100 dollars tandis que leurs équipes en reçoivent une de 25 000. Par la suite, ils sont tous deux suspendus pour cinq rencontres et leurs entraîneurs respectifs se voient infliger une amende de 1 000 dollars. À peine de retour, Donnelly s'attire de nouveau les foudres de la LNH après avoir frappé avec sa crosse Jim Johnson des Penguins de Pittsburgh le 27 mars. Suspendu pour dix parties, il manque la fin de la saison ainsi que les six premiers matchs des Nordiques lors de l'exercice suivant. Au total, il passe 301 minutes sur le banc de pénalité au cours de la saison, constituant un record dans l'histoire de la franchise de Québec.
En décembre 1988, il est échangé aux Jets de Winnipeg avec lesquels il joue trois saisons, dépassant facilement la barre des 200 minutes de pénalité chaque année. Suivant le début de l'édition 1991-1992, il est transféré aux Sabres de Buffalo et réalise son record personnel de pénalité avec un total de 316 minutes. Au cours de la saison 1993-1994, il est échangé aux Stars de Dallas mais ne joue que sporadiquement avec eux raisons de blessures. Après avoir passé les éditions 1995-1996 et 1996-1997 en Ligue internationale de hockey (LIH), il tente sa chance en Europe et dispute trois saisons avec le EC Villacher SV avec lequel il remporte le championnat d'Autriche en 1999. Un an plus tard, il met un terme à sa carrière de joueur.
Depuis 2002, il est l'un des recruteurs pour les Blackhawks de Chicago,.

## Statistiques
| Saison     | Équipe                     | Ligue          |     | Saison régulière | Saison régulière | Saison régulière | Saison régulière | Saison régulière |   | Séries éliminatoires | Séries éliminatoires | Séries éliminatoires | Séries éliminatoires | Séries éliminatoires |
| Saison     | Équipe                     | Ligue          | PJ  | B                | A                | Pts              | Pun              | PJ               | B | A                    | Pts                  | Pun                  |                      |                      |
| 1977-1978  | Monarchs de Notre-Dame     | QAHA           |     |                  |                  |                  |                  |                  |   |                      |                      |                      |                      |                      |
| 1978-1979  | National de Laval          | LHJMQ          | 71  | 1                | 14               | 15               | 79               |                  |   |                      |                      |                      |                      |                      |
| 1979-1980  | Voisins de Laval           | LHJMQ          | 44  | 5                | 10               | 15               | 47               |                  |   |                      |                      |                      |                      |                      |
| 1979-1980  | Saguenéens de Chicoutimi   | LHJMQ          | 24  | 1                | 5                | 6                | 64               |                  |   |                      |                      |                      |                      |                      |
| 1980-1981  | Castors de Sherbrooke      | LHJMQ          | 67  | 15               | 23               | 38               | 252              | 14               | 1 | 2                    | 3                    | 35                   |                      |                      |
| 1981-1982  | Castors de Sherbrooke      | LHJMQ          | 60  | 8                | 41               | 49               | 250              | 22               | 2 | 7                    | 9                    | 106                  |                      |                      |
| 1982       | Castors de Sherbrooke      | Coupe Memorial |     |                  |                  |                  |                  | 5                | 0 | 1                    | 1                    | 14                   |                      |                      |
| 1982-1983  | Golden Eagles de Salt Lake | LCH            | 67  | 3                | 12               | 15               | 222              | 6                | 1 | 1                    | 2                    | 8                    |                      |                      |
| 1983-1984  | Nordiques de Québec        | LNH            | 38  | 0                | 5                | 5                | 60               |                  |   |                      |                      |                      |                      |                      |
| 1983-1984  | Express de Fredericton     | LAH            | 30  | 2                | 3                | 5                | 146              | 7                | 1 | 1                    | 2                    | 43                   |                      |                      |
| 1984-1985  | Nordiques de Québec        | LNH            | 22  | 0                | 0                | 0                | 33               |                  |   |                      |                      |                      |                      |                      |
| 1984-1985  | Express de Fredericton     | LAH            | 42  | 1                | 5                | 6                | 134              | 6                | 0 | 1                    | 1                    | 25                   |                      |                      |
| 1985-1986  | Nordiques de Québec        | LNH            | 36  | 2                | 2                | 4                | 85               | 1                | 0 | 0                    | 0                    | 0                    |                      |                      |
| 1985-1986  | Express de Fredericton     | LAH            | 38  | 3                | 5                | 8                | 103              | 5                | 0 | 0                    | 0                    | 33                   |                      |                      |
| 1986-1987  | Nordiques de Québec        | LNH            | 38  | 0                | 2                | 2                | 143              | 13               | 0 | 0                    | 0                    | 53                   |                      |                      |
| 1987-1988  | Nordiques de Québec        | LNH            | 63  | 4                | 3                | 7                | 301              |                  |   |                      |                      |                      |                      |                      |
| 1988-1989  | Nordiques de Québec        | LNH            | 16  | 4                | 0                | 4                | 46               |                  |   |                      |                      |                      |                      |                      |
| 1988-1989  | Jets de Winnipeg           | LNH            | 57  | 6                | 10               | 16               | 228              |                  |   |                      |                      |                      |                      |                      |
| 1989-1990  | Jets de Winnipeg           | LNH            | 55  | 3                | 3                | 6                | 222              | 6                | 0 | 1                    | 1                    | 8                    |                      |                      |
| 1990-1991  | Jets de Winnipeg           | LNH            | 57  | 3                | 4                | 7                | 265              |                  |   |                      |                      |                      |                      |                      |
| 1991-1992  | Jets de Winnipeg           | LNH            | 4   | 0                | 0                | 0                | 11               |                  |   |                      |                      |                      |                      |                      |
| 1991-1992  | Sabres de Buffalo          | LNH            | 67  | 2                | 3                | 5                | 305              | 6                | 0 | 1                    | 1                    | 0                    |                      |                      |
| 1992-1993  | Sabres de Buffalo          | LNH            | 60  | 3                | 8                | 11               | 221              |                  |   |                      |                      |                      |                      |                      |
| 1993-1994  | Sabres de Buffalo          | LNH            | 7   | 0                | 0                | 0                | 31               |                  |   |                      |                      |                      |                      |                      |
| 1993-1994  | Stars de Dallas            | LNH            | 18  | 0                | 1                | 1                | 66               |                  |   |                      |                      |                      |                      |                      |
| 1994-1995  | Wings de Kalamazoo         | LIH            | 7   | 2                | 2                | 4                | 18               |                  |   |                      |                      |                      |                      |                      |
| 1994-1995  | Stars de Dallas            | LNH            | 16  | 1                | 0                | 1                | 52               |                  |   |                      |                      |                      |                      |                      |
| 1995-1996  | Aeros de Houston           | LIH            | 73  | 3                | 4                | 7                | 333              |                  |   |                      |                      |                      |                      |                      |
| 1996-1997  | Aeros de Houston           | LIH            | 5   | 0                | 0                | 0                | 25               |                  |   |                      |                      |                      |                      |                      |
| 1996-1997  | Wolves de Chicago          | LIH            | 59  | 3                | 5                | 8                | 144              | 4                | 0 | 2                    | 2                    | 28                   |                      |                      |
| 1997-1998  | EC Villacher SV            | Alpenliga      | 12  | 0                | 5                | 5                | 28               |                  |   |                      |                      |                      |                      |                      |
| 1997-1998  | EC Villacher SV            | ÖEL            | 19  | 6                | 8                | 14               | 61               | 5                | 0 | 0                    | 0                    | 42                   |                      |                      |
| 1998-1999  | EC Villacher SV            | Alpenliga      | 31  | 2                | 8                | 10               | 148              |                  |   |                      |                      |                      |                      |                      |
| 1998-1999  | EC Villacher SV            | ÖEL            | 23  | 1                | 1                | 2                | 44               |                  |   |                      |                      |                      |                      |                      |
| 1999-2000  | EC Villacher SV            | Interliga      | 32  | 3                | 6                | 9                | 106              |                  |   |                      |                      |                      |                      |                      |
| 1999-2000  | EC Villacher SV            | LEH            | 5   | 1                | 1                | 2                | 58               |                  |   |                      |                      |                      |                      |                      |
| 1999-2000  | EC Villacher SV            | ÖEL            | 15  | 0                | 1                | 1                | 63               |                  |   |                      |                      |                      |                      |                      |
| Totaux LNH | Totaux LNH                 | Totaux LNH     | 554 | 28               | 41               | 69               | 2 069            | 26               | 0 | 2                    | 2                    | 61                   |                      |                      |

## Transactions
- 19 août 1983 : transféré aux Nordiques de Québec par les Blues de Saint-Louis avec Claude Julien en compensation de la signature par les Blues de Jacques Demers comme entraîneur-chef.
- 6 décembre 1988 : échangé aux Jets de Winnipeg par les Nordiques en retour de Mario Marois.
- 11 octobre 1991 : échangé aux Sabres de Buffalo par les Jets avec Dave McLlwain, le choix de cinquième ronde des Jets lors du repêchage d'entrée 1992 (Iouri Khmyliov choisi) et futures considérations en retour de Darrin Shannon, Mike Hartman et Dean Kennedy.
- 15 décembre 1993 : échangé aux Stars de Dallas par les Sabres en retour de James Black et le choix de septième ronde des Stars lors du repêchage d'entrée 1994 (Steve Webb choisi).

## Titres et honneurs personnels
- Ligue de hockey junior majeur du Québec
  - Champion de la Coupe du président 1982 avec les Castors de Sherbrooke
- Österreichische Eishockey-Liga
  - Champion d'Autriche 1999 avec l'EC Villacher SV